# Lavau-sur-Loire
Lavau-sur-Loire es una comuna francesa situada en el departamento de Loira Atlántico, en la región de Países del Loira.

## Demografía
| 522 | 461 | 442 | 555 | 637 | 614 | 771 |
| Para los censos de 1962 a 1999 la población legal corresponde a la población sin duplicidades (Fuente: INSEE [Consultar]) |     |     |     |     |     |     |